# خیمه ماروکسی
خیمه ماروکسی (انگلیسی: Maróczy Bind) یا دام ماروکسی یکی از ساختارهای مشهور پیاده‌ای در شطرنج است که معمولاً از واریانت سیسیلی، به‌ویژه واریانت دراگون یا تسورو-تسورکان به‌وجود می‌آید.
این ساختار به افتخار گیزا ماروکسی، استاد بزرگ مجارستانی، نام‌گذاری شده که از اولین کسانی بود که این نوع کنترل مرکزی را با پیاده‌ها رواج داد.

## هدف خیمه ماروکسی
مهار و محدود کردن حرکت پیادهٔ سیاه در خانهٔ d5 و جلوگیری از بازی فعال سیاه در مرکز.

## ساختار معمول ماروکسی
سفید معمولاً این پیاده‌ها را دارد:
- پیاده در e4
- پیاده در c4

سیاه اغلب پیاده‌ای در g6 دارد (در سیسیلی دراگون) و تلاش می‌کند d5 بازی کند، اما خیمه ماروکسی جلوی این برنامه را می‌گیرد.

## نحوهٔ ایجاد ساختار ماروکسی
یکی از رایج‌ترین راه‌ها:
سیسیلی - واریانت اژدها (Accelerated Dragon):
۱. e4 c5
۲. Nf3 Nc6
۳. d4 cxd4
۴. Nxd4 g6
۵. c4 ← حرکت کلیدی ماروکسی
۶. Nc3 Bg7
۷. Be3 Nf6
۸. Be2 O-O
اینجا سفید با پیاده‌های e4 و c4، ساختار ماروکسی را تشکیل می‌دهد.

## مزایای ساختار ماروکسی برای سفید
- کنترل قوی بر خانه d5
- محدود کردن فضای سیاه
- پتانسیل حمله با f4 یا حرکت‌های جناحی مثل Qd2، O-O-O, Bh6 و…

## معایب
- پیادهٔ c4 گاهی ممکن است هدف قرار بگیرد
- خانهٔ d4 می‌تواند در طولانی‌مدت ضعف شود
- سفید باید با دقت بازی کند تا نگذارد سیاه با b5 یا d5 فضا آزاد کند